# Masia de Santa Maria dels Horts
La Masia de Santa Maria dels Horts és un edifici del municipi de Vilafranca del Penedès (Alt Penedès) que forma part de l'Inventari del Patrimoni Arquitectònic de Catalunya. És una masia de planta quadrangular formada per planta baixa, pis i golfes, amb coberta a dues vessants. Portal d'arc de mig punt adovellat, finestres i balcons de llinda, marcs i ampits de pedra, així com les cantoneres. Presenta un pati davanter i baluard. Hi ha edificacions agrícoles annexes i la casa dels masovers propera.